# 薛店站
薛店站是一个京广铁路上的铁路车站，位于河南省郑州新郑市薛店镇，建于1912年，目前为四等站，邮政编码为451184。目前客运：办理旅客乘降；行李、包裹托运；货运：办理整车、零担货物发到。